# 史渭纶
史渭纶，溧阳人，是一名清朝政治人物。
史渭纶曾于道光二十四年接替许源清任兴化府知府一职，咸丰二年(1852年)由俞诵芬接任。